# Elżbieta Helena Sieniawska
Ne doit pas être confondu avec Elżbieta Lubomirska (1755–1783).
Elżbieta Helena Sieniawska, armoiries Szreniawa bez Krzyża, née Lubomirska en 1669 à Końskowola et morte le 21 mars 1729 à Oleszyce, est une princesse polonaise et une femme politique influente dans la république des Deux Nations. Elle joue un rôle important pendant la grande guerre du Nord et pendant la guerre d'Indépendance de Rákóczi. Elle est considérée comme la femme la plus puissante de la République et appelée la Reine non couronnée de Pologne.

## Biographie
Elżbieta Helena est l'unique enfant de Stanisław Herakliusz Lubomirski et de Zofia Opalińska (pl). Après la mort de son père, elle hérite de plusieurs ses domaines, tels que Puławy, Łubnice, Siekierki (en), Czerniaków (en) et de beaucoup d'autres propriétés à Varsovie. Elle est instruite à l'internat des Sœurs de la Visitation à Varsovie.
En 1680, elle est admise à la cour comme dame de compagnie de la reine Marie Casimire. En 1687, elle épouse Adam Mikołaj Sieniawski, grand Hetman de la Couronne avec lequel elle a une seule fille, Maria Zofia (1698-1771), épouse de Stanisław Ernest Denhoff puis de August Aleksander Czartoryski.
Malgré les exigences de son mari, Elżbieta demeure à Varsovie où elle a une liaison avec Jan Stanisław Jabłonowski (pl). Elle se réconcilie avec son mari, mais bientôt entame une romance avec Aleksander Benedykt Sobieski.
Son indépendance financière est la cause de conflits avec son mari et elle est forcée à défendre ses biens et ses revenus. Ils finissent finalement par se réconcilier. Monsieur de Mongrillon, secrétaire de l'ambassade de France dans la période 1694-1698, rappelle dans ses mémoires : « Elle est une vraie Amazonie [...] Elle fume comme un homme. On dit que l'ambassadeur tatar qui est venu en Pologne avec des ouvertures de paix est venu fumer par son lit et elle a fumé avec lui ».

## Sources
- (en) Cet article est partiellement ou en totalité issu de l’article de Wikipédia en anglais intitulé « Elżbieta Sieniawska » (voir la liste des auteurs).

- (pl) Cet article est partiellement ou en totalité issu de l’article de Wikipédia en polonais intitulé « Elżbieta Helena Sieniawska » (voir la liste des auteurs).